# Против Никострата
«Против Никострата по поводу внесения в опись рабов Арефузия» — судебная речь, которую приписывают древнегреческому оратору Демосфену. Сохранилась в составе «демосфеновского корпуса» под номером LIII, была произнесена после 370 или 368 года до н. э. Возможно, эту речь написал не Демосфен, а Аполлодор.
Оратор подробно рассказывает о помощи, которую он оказал Никострату, когда тот попал в плен к врагам и был продан в рабство на Эгине. Позже Никострат, по словам Аполлодора, отказался возвращать ему долг. В связи с этим Аполлодор цитирует закон, согласно которому человек выкупленный из рабства, становится рабом того, кто его выкупил, если не вернёт деньги.